# Grunderwerbsteuer (Österreich)
Die Grunderwerbsteuer besteuert Erwerbsvorgänge an inländischen Grundstücken und grundstücksgleichen Rechten.
Sie ist eine zwischen Bund (4 %) und Gemeinden (96 %) geteilte Abgabe.
Auf Grund der Aufhebung von Teilen des Grunderwerbsteuergesetzes durch den Verfassungsgerichtshof war eine umfassende Änderung der Grunderwerbsteuer notwendig, die mit einem Bundesgesetz, mit dem das Grunderwerbsteuergesetz 1987 geändert wurde, für den Zeitraum 1. Juni 2014 bis 31. Dezember 2015 auch geschah. Im Steuerreformpaket 2015, das im März 2015 präsentiert wurde, war als Teil der Gegenfinanzierung eine große Reform des Grunderwerbsteuergesetzes enthalten, die mit dem Steuerreformgesetz 2015/2016 auch umgesetzt wurde. Es kam zum 1. Jänner 2016 vor allem zu Anpassungen hinsichtlich der Bemessungsgrundlage bei unentgeltlichen Erwerbsvorgängen, Einführung einer klaren Regelung bei Anteilsvereinigungen und einigen weiteren Begleitmaßnahmen.

## Zuständigkeit
Sachlich zuständig für die Erhebung der Grunderwerbsteuer ist das Finanzamt Österreich. Innerhalb des Finanzamtes ist die Dienststelle für Sonderzuständigkeiten zuständig.

## Steuergegenstand
Steuergegenstand bei der Grunderwerbsteuer ist der Erwerbsvorgang an einem inländischen Grundstück. Es wird nicht das Grundstück an sich besteuert, sondern lediglich der Vorgang des Erwerbes. Der Rechtsverkehr hinsichtlich inländischer Grundstücke unterliegt der Steuer. Der Erwerb selbst zerfällt in zwei Vorgänge:
1. das Verpflichtungsgeschäft, das den Anspruch auf Übereignung begründet und
2. das Erfüllungsgeschäft, womit das Eigentum am Grundstück übertragen wird.

Zivilrechtlich erfolgt der Übergang des Eigentums an einem Grundstück in der Regel mit der Eintragung im Grundbuch (Ausnahmen z. B. Erwerb in einer Zwangsversteigerung, Ersitzung). Der Grunderwerbsteuer unterliegt bereits das Verpflichtungsgeschäft – das ist zum Beispiel der rechtsgültige Kaufvertrag über das Grundstück oder die Eigentumswohnung – und nicht erst das nachfolgende Erfüllungsgeschäft.
Das Grunderwerbsteuergesetz knüpft an den Grundstücksbegriff des Zivilrechtes an.
Grundstücke sind abgegrenzte Teile der Erdoberfläche mit Unter- und Oberfläche einschließlich der Bestandteile, samt Gebäuden und deren Bestandteilen und Zugehör. Grundanteile (ideelle Anteile) gelten als ein Grundstück. Mehrere Grundstücke, die bewertungsrechtlich eine wirtschaftliche Einheit bilden, gelten als ein Grundstück, wenn sie Gegenstand eines Erwerbsvorganges sind. Das bedeutet aber auch, dass wenn mehrere wirtschaftliche Einheiten im Sinne des Bewertungsgesetzes (§ 2 BewG) übertragen oder verkauft werden, mehrere Erwerbsvorgänge stattfinden. Dasselbe gilt, wenn auf einer Vertragsseite mehrere Personen auftreten. Denn, wenn sich ein Rechtsvorgang auf einen Teil einer wirtschaftlichen Einheit iSd § 2 BewG bezieht, gilt dieser Teil der wirtschaftlichen Einheit als ein Grundstück.
Dies hat insbesondere Bedeutung für die Anwendung der Freigrenze gemäß § 3 Abs. 1 Z 1 GrEStG 1987 (Bagatellfälle) und des Freibetrages gemäß § 3 Abs. 1 Z 2 und Z 2a GrEStG 1987 (Unternehmensübertragung).
Wird zum Beispiel ein Grundstück (eine wirtschaftliche Einheit) von den Eltern (2 Übergeber) an den Sohn (1 Übernehmer) übertragen, liegen 2 Erwerbsvorgänge vor. Werden zwei Grundstücke (zwei wirtschaftliche Einheiten) von 3 Mitbesitzern an 2 Ehegatten verkauft, liegen insgesamt 12 Erwerbsvorgänge vor.

## Befreiungen § 3 GrEStG
§ 3 (1) Von der Besteuerung sind ausgenommen:
Z 1: der Erwerb eines Grundstückes, wenn der für die Berechnung der Steuer maßgebende Wert 1100 Euro nicht übersteigt,
Z 2: [bis 31. Juli 2008] der Grundstückserwerb von Todes wegen und Grundstücksschenkungen unter Lebenden im Sinne des Erbschafts- und Schenkungssteuergesetzes 1955, BGBl. Nr. 141, in der jeweils geltenden Fassung. Schenkungen unter einer Auflage sowie Rechtsgeschäfte unter Lebenden, die teils entgeltlich und teils unentgeltlich sind, sind nur insoweit von der Besteuerung ausgenommen, als der Wert des Grundstückes den Wert der Auflage oder der Gegenleistung übersteigt,

Anmerkung: 

Z 2 [ab 1. August 2008 bis 31. Dezember 2015] wurde mit dem Schenkungsmeldegesetz 2008 geändert und die Befreiung für Unternehmensübertragungen (vgl. § 15a öErbStG) eingefügt. Damit wurden Grundstücksübertragungen nach Auslaufen des öErbStG mit Ablauf des 31. Juli 2008 jedenfalls grunderwerbsteuerpflichtig. Diese Frage war in der österreichischen Fachliteratur zunächst umstritten. Ab 1. August 2008 sind nach der Z 2 grunderwerbsteuerbare Vorgänge, die im Zuge einer Unternehmensübertragung (mindestens 25 % eines Betriebes oder Teilbetriebes bzw. mindestens 25 % einer Mitunternehmerschaft) bis zu einem Freibetrag von 365.000 Euro von der Grunderwerbsteuer befreit, wenn die Steuer nach § 4 Abs. 2 Z 1 oder 4 GrEStG idF SchenkMG zu berechnen ist, der Übergeber das 55. Lebensjahr erreicht hat oder erwerbsunfähig ist, der Übernehmer eine natürliche Person ist und das übergebene Vermögen der Erzielung von betrieblichen Einkünften (§ 2 Abs. 3 Z 1–3 EStG) dient.
Z 3: der unentgeltliche Erwerb eines Grundstückes durch Körperschaften, die der Förderung gemeinnütziger, mildtätiger oder kirchlicher Zwecke (§§ 34 bis 47 Bundesabgabenordnung) dienen.,
Z 4: der Erwerb eines Grundstückes im Wege eines Zusammenlegungsverfahrens im Sinne des I. Hauptstückes, I. Abschnitt, und im Wege eines Flurbereinigungsverfahrens im Sinne des II. Hauptstückes des Flurverfassungs-Grundsatzgesetzes 1951, BGBl. Nr. 103, in der jeweils geltenden Fassung,
Z 5: bei behördlichen Maßnahmen zur besseren Gestaltung von Bauland der Erwerb eines Grundstückes nach den für die bessere Gestaltung von Bauland geltenden Vorschriften,
Z 6: der Erwerb eines Grundstückes durch einen fremden Staat für Zwecke seiner ausländischen Vertretungsbehörden, soweit Gegenseitigkeit gewährleistet ist.
Z 7: unentgeltliche Zuwendungen zwischen Ehegatten zum gleichteiligen Erwerb oder zur Errichtung einer Ehewohnung, die dem dringenden Wohnbedürfnis der Ehegatten dient; 150 m² der Wohnfläche der Wohnstätte sind befreit (Freibetrag), nur der darüber hinaus gehende Teil wird besteuert. Die Eigentumsverhältnisse dürfen sich innerhalb von 5 Jahren ab Bezug der Wohnung nicht ändern. Die Wohnung muss binnen 3 Monaten ab Erwerb oder Fertigstellung bezogen werden. Wird die Wohnung erst errichtet, muss sie binnen 8 Jahren fertiggestellt sein.
Z 7a: Erwerb einer Wohnstätte durch Ehegatten, wenn dieser vom Ehegatten erbt. Es sind wie bei Z 7 150 m² der Wohnnutzfläche befreit (Freibetrag). Voraussetzung ist, dass die Wohnstätte dem erbenden Ehepartner als Hauptwohnsitz gedient hat.
Z 8: der Erwerb eines Grundstückes infolge eines behördlichen Eingriffs (Enteignung) oder aufgrund eines Rechtsgeschäftes zur Vermeidung eines solchen nachweisbar unmittelbar drohenden Eingriffs,
Z 9: Zuwendungen durch öffentlich-rechtliche Körperschaften
(2) Wird ein Grundstück, das mehreren Miteigentümern gehört, von diesen der Fläche nach geteilt, so wird die Steuer nicht erhoben, soweit der Wert des Teilgrundstückes, das der einzelne Erwerber erhält, dem Bruchteil entspricht, mit dem er am gesamten zu verteilenden Grundstück beteiligt ist.

## Bemessungsgrundlage
Die Grunderwerbsteuer wird grundsätzlich aus dem Wert der Gegenleistung ermittelt. In bestimmten Fällen sieht das Grunderwerbsteuergesetz eine besondere Bemessungsgrundlage vor, vor allem dann, wenn der Erwerb unentgeltlich erfolgt oder zu Lenkungszwecken bestimmte Personengruppen bevorzugt werden soll. Die Anwendung der Ersatzbemessungsgrundlage hängt vom Zeitpunkt des Erwerbs ab.

### Rechtslage seit 1. Jänner 2016
Seit 1. Jänner 2016 ist bei unentgeltlichen Erwerbsvorgängen von nicht land- und forstwirtschaftlichen Grundstücken ein eigens für die Grunderwerbsteuer ermittelter Grundstückswert heranzuziehen.
Dieser wurde als Mindest- und Ersatzbemessungsgrundlage anstelle des 3-fachen Einheitswertes unter anderem für alle Erwerbsvorgänge im Familienverband sowie für Erwerbsvorgänge von Todes wegen eingeführt. Da sich Schenkungen und Erbschaften danach deutlich verteuern, sprechen manche von einer Wiedereinführung der seit 2008 nicht mehr erhobenen Erbschaftssteuer in Österreich.
Der Familienverband umfasst neben dem Ehegatten, dem eingetragenen Partner, dem Lebensgefährten, sofern die Lebensgefährten einen gemeinsamen Hauptwohnsitz haben oder hatten, einem Elternteil, den Kindern, Enkeln, Stief-, Wahl- und Schwiegerkindern gem. § 26a Gerichtsgebührengesetz (GGG) auch die Geschwister, Nichten und Neffen des Überträgers.
Der Grundstückswert wird innerhalb des Familienverbandes immer als Bemessungsgrundlage herangezogen, gleichgültig ob Zahlungen erfolgen, Wohnrechte eingeräumt oder Schulden übernommen werden.
Bei land- und forstwirtschaftlichen Grundstücken und bei entgeltlichen Erwerben ist entweder der Einheitswert oder der gemeine Wert eines Grundstückes als Mindest- und Ersatzbemessungsgrundlage heranzuziehen.

### Rechtslage vom 1. Juni 2014 bis 31. Dezember 2015
Als Mindest- und Ersatzbemessungsgrundlage für Grundstücke des Grundvermögens (alle Grundstücke die nach bewertungsrechtlichen Vorgaben nicht land- und forstwirtschaftliche Grundstücke sind) wird der 3-fache Einheitswert herangezogen. Bei land- und forstwirtschaftlichen Grundstücken ist der Einheitswert als Mindest- und Ersatzbemessungsgrundlage heranzuziehen.
Für Ehegatten war es möglich, die gemeinsame Wohnstätte steuerfrei durch Schenkung aufzuteilen, wenn die Nutzfläche 150 m2 nicht überstieg. Daneben bestand weiterhin ein Freibetrag von 365.000 Euro bei Grundstücksübertragungen im Zusammenhang mit Unternehmensübergaben. Außerdem wurden Vermögensübertragungen über Stiftungen gesondert behandelt (Stiftungseingangssteuergesetz 2008).

### Rechtslage bis 1. Juni 2014
Nur in besonderen Fällen wird sie vom Wert des Grundstückes berechnet.
Zur Gegenleistung zählt jede bewertbare Leistung, die der Erwerber (oder ein Dritter für ihn) aufwenden muss, um das Grundstück zu erhalten. Sie kann auch in einem Dulden oder Unterlassen bestehen. Maßgebend ist nicht, was die Vertragsschließenden als Übergabspreis bezeichnen, sondern was nach dem Inhalt des Vertrags der Übernehmer als Wert der Gegenleistung im maßgebenden Zeitpunkt des Erwerbvorganges zu erbringen hat. Steht hingegen die Leistung des Erwerbers in einem unmittelbaren, tatsächlichen und wirtschaftlichen oder „inneren“ Zusammenhang mit dem Erwerb des Grundstücks, dann ist sie als Gegenleistung im Sinne des Gesetzes anzusehen (VwGH 10. Mai 1984, Zl. 82/16/0121).
Die Steuer ist vom Wert des Grundstückes (das ist gemäß § 6 GrEStG der 3-fache Einheitswert) zu bemessen,
1. wenn eine Gegenleistung nicht vorhanden ist oder nicht ermittelt werden kann oder die Gegenleistung geringer ist, als der Wert des Grundstückes (§ 6 GrEStG)
2. bei land- und forstwirtschaftlichen Übergabeverträgen unter nahen Angehörigen

Voraussetzungen für die Begünstigung der bäuerlichen Übergabsverträge ist gemäß § 4 Abs. 2 Z. 2 GrEStG:
1. Nur die Übergabe land- und forstwirtschaftlicher Grundstücke ist begünstigt (nicht sonstiges Grundvermögen). Ob es sich bei dem zu übergebenden Grundstück um eine land- oder forstwirtschaftliches Grundstück handelt, ist dem Einheitswertbescheid zu entnehmen oder kann beim zuständigen Finanzamt (Lagefinanzamt) erfragt werden.
2. Die Übergabe erfolgt an eine begünstigte Person (Ehegatte, Elternteil, Kind, Enkelkind, Stiefkind, Wahlkind (Adoptivkind), Schwiegerkind).
3. Die Land- und/oder Forstwirtschaft wird nach der Übergabe weiter bewirtschaftet, wenn auch nicht durch den Übernehmer selbst.
4. Schließlich muss die Übergabe der Sicherung des Lebensunterhalts des Übergebers (Ausgedingsrechte) dienen.

Nach der Rechtsprechung des VwGH dient jegliche Leistung der Sicherung des Lebensunterhaltes. Das heißt, um die Begünstigung zu erlangen, muss eine Gegenleistung vereinbart werden. Gelegentlich wird vom Finanzamt, wenn die Gegenleistung den (dreifachen) Einheitswert nicht übersteigt, vom übersteigenden dreifachen Einheitswert Schenkungssteuer vorschreiben. 

Wie der VwGH ausführt, liegt bei bäuerlichen Übergabeverträgen dann keine Schenkung vor, wenn die Gegenleistung ortsüblich ist und kein krasses Missverhältnis zwischen Leistung und Gegenleistung besteht. Wobei – nachdem die Vorstellungen der Vertragspartner nicht von steuerlichen Werten, sondern von zivilrechtlichen Werten getragen sind – die Beurteilung, ob ein solches krasses Missverhältnis vorliegt, anhand der Verkehrswerte von Leistung und Gegenleistung zu treffen ist.

Liegt daher – im Umkehrschluss – ein krasses Missverhältnis vor oder ist die Gegenleistung nicht ortsüblich, kann – wenn die sonstigen Voraussetzungen (Schenkungswille, Bereichungsabsicht, in Kauf nehmen der Bereicherung) vorliegen – Schenkungssteuer für einen Teil der Übergabe zur Vorschreibung gelangen.
Der Verfassungsgerichtshof hat § 1 Abs. 1 Z 1 und 2 öErbStG aufgehoben und eine Reparaturfrist bis einschließlich 31. Juli 2008 zugebilligt. Die österreichische Bundesregierung hat bald zu erkennen gegeben, dass sie diese Frist ungenützt verstreichen lassen wird. Neben dem Auslaufen der Erbschafts- und Schenkungssteuerpflicht in Österreich hat die BReg Begleitmaßnahmen angekündigt. Nunmehr liegt ein Schenkungsmeldegesetz vor. In diesem Gesetz sind auch einige Änderungen des Grunderwerbsteuergesetzes enthalten. Vor allem wurden die für Erbschaft und Schenkung von Grundstücken im öErbStG vorgesehenen Begünstigungen in das Grunderwerbsteuergesetz übernommen. Damit werden unentgeltliche Grundstückserwerbe nicht höher besteuert, als sie bei Weitergeltung des ErbStG besteuert würden. Die Umsetzung der mit dem Schenkungsmeldegesetz in das GrEStG übernommenen Begünstigungen hat allerdings noch einige Schwierigkeiten bereitet.
Gerade der Steuerabsetzbetrag von 110 Euro gemäß § 7 GrEStG, wenn innerhalb von zehn Jahren land- und forstwirtschaftliche Grundstücke zwischen denselben Personen übertragen werden, erscheint als sehr unbedeutend.
Wesentlich wichtiger wäre eine klare Aussage darüber, wann bei bäuerlichen (oder sonstigen) Übergabeverträgen die Gegenleistung und wann der (3-fache) Einheitswert anzusetzen ist. Hierauf gibt auch der mittlerweile ergangene Erlass des BMF vom 18. Februar 2009, BMF-010206/0040-VI/5/2009 keine Auskunft. Einen Ausweg bietet die gesetzessystematische Interpretation. Demnach wäre, weil das Gesetz die Befreiungen in § 3 vor der Art der Berechnung in § 4 regelt, bei der Übertragung von land- und forstwirtschaftlichen Grundstücken der Befreiung gemäß § 3 Abs. 1 Z 2 GrEStG – wenn die Voraussetzungen zutreffen – der Vorzug vor der begünstigten Berechnung gemäß § 4 Abs. 2 Z 2 GrEStG einzuräumen. Dem könnte aber möglicherweise der Einwand entgegengehalten werden, dass § 4 Abs. 2 Z 2 GrEStG als lex specialis der Vorrang gebührt. Die Entscheidung hierüber wird wohl nur im Rechtsweg zu klären sein.
Das eigentliche Problem, das zur Aufhebung des § 1 Abs. 1 Z 1 und 2 ErbStG durch den Verfassungsgerichtshof geführt hat, wurde auch mit dem Schenkungsmeldegesetz lediglich hinausgeschoben. Zur Aufhebung führte nämlich die Überlegung, dass seit 1973 keine neue Hauptfeststellung des Grundvermögens durchgeführt wurde und die vor über 30 Jahren angesetzten Werte für die Bewertung des Grundvermögens völlig ungeeignet sind.
Die Problematik ist mit der Lage in Deutschland durchaus vergleichbar. Es war nur eine Frage der Zeit, bis jemand den Weg zum VfGH beschritten hat. Nach der Diskussion in der Fachliteratur sind weitere Beschwerden vor dem VfGH zu erwarten. Eine Beschwerde gegen die Grundsteuer, die ebenfalls damit begründet wurde, dass die 1973 festgestellten Bewertungsmaßstäbe nicht hinreichen, hat der VfGH allerdings zurückgewiesen.

## Steuersatz
Für unentgeltliche Erwerbsvorgänge gilt seit dem 1. Jänner 2016 ein Stufentarif zwischen 0,5 und 3,5 % des Grundstückswertes.
Die Steuer beträgt beim entgeltlichen Erwerb von Grundstücken weiterhin
1. im Allgemeinen 3,5 %,[10]
2. beim Erwerb durch begünstigte Personen (durch den Ehegatten, einen Elternteil, ein Kind, ein Enkelkind, ein Stiefkind, ein Wahlkind (Adoptivkind), ein Schwiegerkind oder durch einen Ehegatten von dem anderen Ehegatten bei Aufteilung ehelichen Gebrauchsvermögens und ehelicher Ersparnisse anlässlich der Scheidung, Aufhebung oder Nichtigerklärung der Ehe) 2 %.

Beim Erwerb von land- und forstwirtschaftlichen Grundstücken, wenn die Steuer nach § 4 Abs. 2 Z 1 oder Z 4 zu berechnen war, ermäßigte sich diese um höchstens 110 Euro. Diese Ermäßigung stand innerhalb von zehn Jahren einmalig zu, wenn zwischen denselben Personen mehrere derartige Erwerbe von land- und forstwirtschaftlichen Grundstücken erfolgten.

## Entstehen der Steuerschuld
Die Steuerschuld entsteht, sobald der steuerpflichtige Erwerbsvorgang verwirklicht worden ist. Der Erwerbsvorgang ist verwirklicht mit dem Abschluss des steuerbaren Rechtsgeschäftes, das ist der Zeitpunkt, in dem sich die Vertragspartner über Kaufgegenstand und Kaufpreis geeinigt haben. Dieser Zeitpunkt ist maßgeblich für die Wertermittlung, die Heranziehung des Steuersatzes, den Beginn der Verjährung, die Berechnung der Fristen nach § 17 GrEStG.
Ist die Wirksamkeit des Erwerbsvorganges vom Eintritt einer aufschiebenden Bedingung (z. B. die Wirksamkeit des Rechtsgeschäfts wird von der Verehelichung der Übernehmer abhängig gemacht) oder von der Genehmigung durch eine Behörde (z. B. pflegschafts-, abhandlungs-, grundverkehrsbehördliche Genehmigung) abhängig, so entsteht die Steuerschuld erst mit dem Eintritt der Bedingung bzw. mit der Genehmigung. Die Vereinbarung einer auflösenden Bedingung verhindert das Entstehen der Steuerschuld nicht.

## Steuerschuldner
Steuerschuldner ist
- beim Erwerb Kraft Gesetzes der bisherige Eigentümer und der Erwerber
- bei Enteignung und Zuschlag im Zwangsversteigerungsverfahren, sowie beim Erwerb von Todes wegen der Erwerber
- bei der Vereinigung aller Anteile einer Gesellschaft derjenige, in dessen Hand die Anteile vereinigt werden
- bei allen übrigen Erwerbsvorgängen, die am Erwerbsvorgang beteiligten Personen.

Zwischen Veräußerer und Erwerber besteht, wenn beide Steuerschuldner sind, ein Gesamtschuldverhältnis. Kein Gesamtschuldverhältnis besteht zwischen mehreren Veräußerern oder zwischen mehreren Erwerbern. Es liegt im Ermessen der Abgabenbehörde, welchen der Gesamtschuldner sie zur Leistung heranzieht.

## Anzeigepflicht
Sofern keine Selbstberechnung erfolgt, sind steuerbare Erwerbsvorgänge bis zum 15. des auf den Kalendermonat, in dem die Steuerschuld entstanden ist, zweitfolgenden Monats beim Finanzamt mit der Abgabenerklärung Gre1 anzuzeigen.

Die Anzeige hat auch zu erfolgen, wenn der Erwerbsvorgang von einer Genehmigung oder vom Eintritt einer Bedingung abhängt oder von der Besteuerung ausgenommen ist. Auch über mündlich abgeschlossene Verträge ist eine Abgabenerklärung vorzulegen. Wurde über den Erwerbsvorgang eine Schrift errichtet (Vertrag, Beschluss u. ä.), so ist der Abgabenerklärung eine Abschrift davon anzuschließen.
Eine Abgabenerklärung ist jedenfalls vorzulegen, wenn
- die Gegenleistung nachträglich erhöht wird,
- der Erwerber nachträglich Dritten eine Leistung dafür gewährt, dass dieser auf den Erwerb des Grundstückes verzichtet,
- ein Dritter dem Veräußerer nachträglich eine Leistung dafür gewährt, dass der Veräußerer dem Erwerber das Grundstück überlässt.

## Selbstberechnung der Grunderwerbsteuer
Nur Rechtsanwälte und Notare sind zur Selbstberechnung der Grunderwerbsteuer innerhalb der Frist für die Vorlage der Abgabenerklärung befugt.

Ausgenommen von der Befugnis zur Selbstberechnung sind:
Bis zum 31. Juli 2008
- die gemäß § 3 Abs. 1 Z 2 GrEStG steuerbefreiten Erwerbe von Todes wegen,
- die gemäß § 3 Abs. 1 Z 3 GrEStG steuerbefreite Erwerbe zur Teilung des Nachlasses durch Miterben und
- die Selbstberechnung in den Anwendungsfällen des § 17 GrEStG.

Ab 1. August 2008
- die Selbstberechnung in den Anwendungsfällen des § 17 GrEStG.

## Nichtfestsetzung, Erstattung oder Abänderung der Steuer
§ 17. (1) Die Steuer wird auf Antrag nicht festgesetzt,

1. wenn der Erwerbsvorgang innerhalb von drei Jahren seit der Entstehung der Steuerschuld durch Vereinbarung, durch Ausübung eines vorbehaltenen Rücktrittsrechtes oder eines Wiederkaufsrechtes rückgängig gemacht wird,

2. wenn der Erwerbsvorgang auf Grund eines Rechtsanspruches rückgängig gemacht wird, weil die Vertragsbestimmungen nicht erfüllt werden,

3. wenn das Rechtsgeschäft, das den Anspruch auf Übereignung begründen sollte, ungültig ist und das wirtschaftliche Ergebnis des ungültigen Rechtsgeschäftes beseitigt wird.

4. das geschenkte Grundstück herausgegeben werden muss oder das von Todes wegen erworbene Grundstück herausgegeben werden muss und beim (neuen) Erwerber einen Erwerb von Todes wegen darstellt.

(2) Ist zur Durchführung einer Rückgängigmachung zwischen dem seinerzeitigen Veräußerer und dem seinerzeitigen Erwerber ein Rechtsvorgang erforderlich, der selbst einen Erwerbsvorgang nach § 1 darstellt, so gelten die Bestimmungen des Abs. 1 Z 1, 2 und 4 sinngemäß.

(3) Wird die Gegenleistung für das Grundstück herabgesetzt, so wird die Steuer auf Antrag der Herabsetzung entsprechend festgesetzt,

1. wenn die Herabsetzung innerhalb von drei Jahren seit der Entstehung der Steuerschuld stattfindet,

2. wenn die Herabsetzung (Minderung) auf Grund der §§ 932 und 933 des Allgemeinen Bürgerlichen Gesetzbuches (ABGB) vollzogen wird.

(4) Ist in den Fällen der Abs. 1 bis 3 die Steuer bereits festgesetzt, so ist auf Antrag die Festsetzung entsprechend abzuändern. Bei Selbstberechnung ist in den Fällen der Abs. 1 bis 3 die Steuer entsprechend festzusetzen oder ein Bescheid zu erlassen, wonach die Steuer nicht festgesetzt wird.

(5) Anträge nach Abs. 1 bis 4 sind bis zum Ablauf des fünften Kalenderjahres zu stellen, das auf das Jahr folgt, in dem das den Anspruch auf Nichtfestsetzung oder Abänderung der Steuer begründende Ereignis eingetreten ist. Die Frist endet keinesfalls jedoch vor Ablauf eines Jahres nach Wirksamwerden der Festsetzung.

## Fälligkeit
Bei einem Erwerbsvorgang der beim Finanzamt angezeigt ist, wird die Grunderwerbsteuer mit Bescheid festgesetzt. Die Fälligkeit der Steuer tritt gemäß § 210 BAO ein Monat nach Zustellung des Bescheides ein.
Dem Abgabenschuldner ist die steuerliche Unbedenklichkeitsbescheinigung (§ 160 Abs. 1 BAO) auszuhändigen, wenn
- die Abgabe vollständig bezahlt ist,
- Sicherheit für die Abgabenschuld geleistet wurde
- Abgabenfreiheit gegeben ist (§ 160 Abs. 4 BAO).

Die Unbedenklichkeitsbescheinigung ist kein Bescheid. Sie ist für die Eintragung in das Grundbuch erforderlich.

Parteienvertreter, die eine Selbstberechnung vornehmen, haben die selbstberechnete Grunderwerbsteuer und die Eintragungsgebühr spätestens bis zum 15. des auf den Kalendermonat, in dem die Selbstberechnung erfolgt, zweitfolgenden Monats zu entrichten.